# Restaurant del Santuari de la Misericòrdia
El Restaurant del Santuari de la Misericòrdia de Canet de Mar és un edifici modernista al conjunt del Santuari de la Mare de Déu de la Misericòrdia a Canet de Mar. El restaurant queda en servei amb la seva funció original.
Va ser dissenyat per l'arquitecte Josep Puig i Cadafalch amb els elements típics com el plafó ceràmic que corona la part oest de l'edifici, molt semblant a les de la Casa Terradas de Barcelona. El cos de l'edifici de planta gairebé quadrada i d'un sol nivell, conté a la seva façana oest un anagrama coronat de la Mare de Déu amb els símbols dels quatre evangelistes i a sobre dels escuts de Catalunya i de Canet. Aquest plafó fet amb ceràmica de color blau, culmina un arc parabòlic de maó que inclou al seu interior finestres esglaonades i elements de decoració ceràmica menors. Hi destaca el gran arc apuntat que agrupa tres finestres geminades d'alçat escalonat, fet de maó vist.

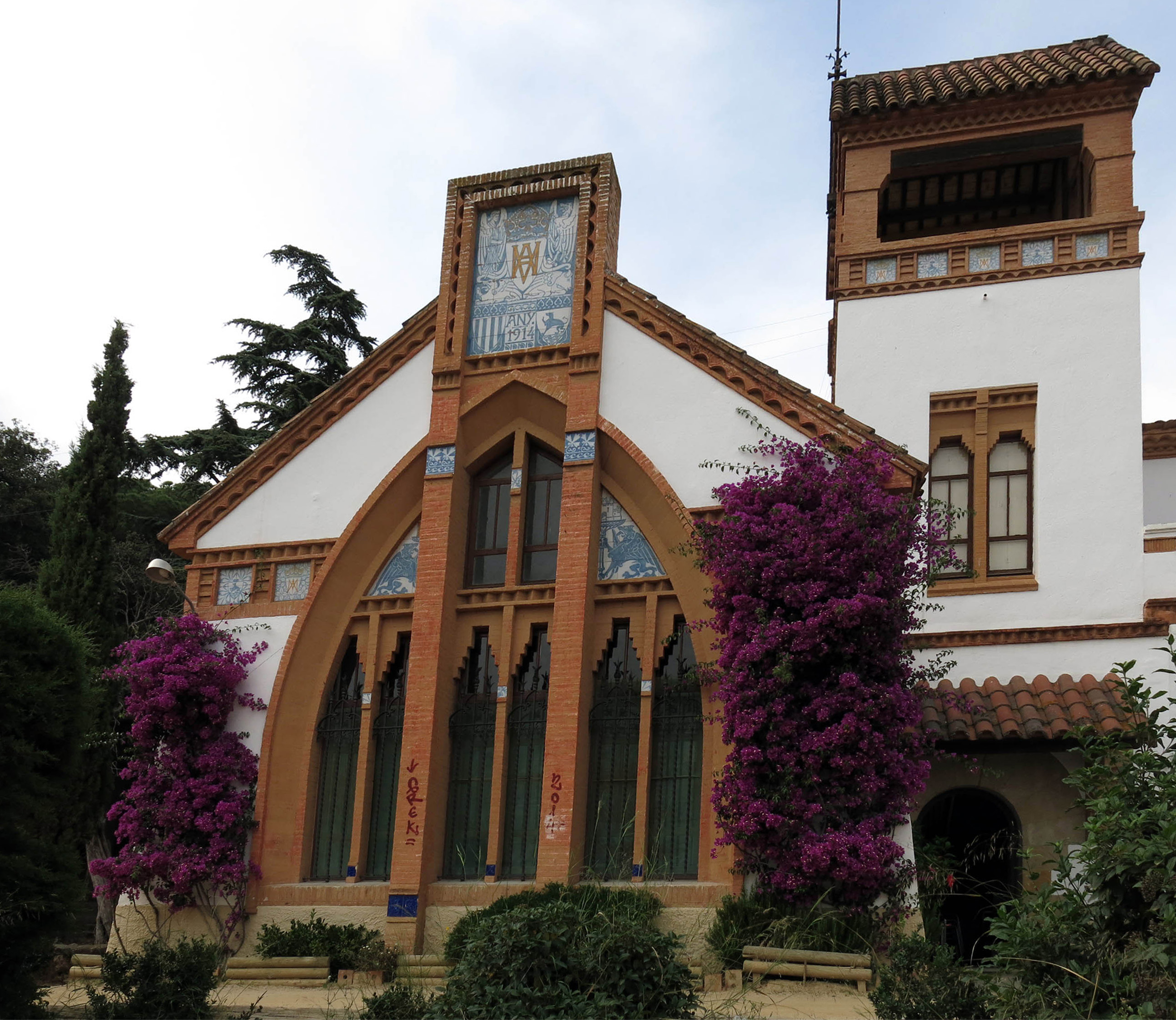
El gran arc apuntat

Un segon cos d'edifici més irregular i de dues plantes amb una torre de tres acull la porta d'entrada adovellada, en contrast amb les altres obertures. També s'hi troben un arc parabòlic que inclou tres finestres esglaonades amb reixes de ferro forjat. El projecte inicial era més important, ja que incloïa un alberg, però aparentment les limitacions econòmiques en van reduir l'abast final. L'estat de conservació és acceptable.